# Cromptodon
Cromptodon es un género extinto de sinápsido no-mamífero.